# …And Justice for All (chanson)
Cet article concerne la chanson de Metallica. Pour l'album du même groupe, voir …And Justice for All.
Singles de Metallica
Harvester of Sorrow
(1988) One
(1989)
Pistes de …And Justice for All
Blackened Eye of the Beholder
…And Justice for All est le titre de la deuxième chanson de l'album …And Justice for All (1988) du groupe Metallica.

## Analyse des paroles
La chanson est une critique acerbe qui dénonce le système judiciaire américain perçu comme corrompu, dans lequel il importe moins d'établir la véracité des faits que de vaincre par tous les moyens. Le texte y présente l'allégorie de la justice comme bafouée. 
«…and justice for all.» (… et la justice pour tous.) est une formule originaire du Serment d'allégeance au drapeau des États-Unis. C'est également le titre d'un film de 1979 (Justice pour tous) avec Al Pacino, qui a directement inspiré au groupe le titre et la thématique de la chanson.

## En concert
En raison de sa complexité et de sa longueur, le morceau a rarement été interprété en concert. Pendant le Damaged Justice Tour de 1988, la Statue de la Justice, surnommée « Doris », tombait en morceaux à la fin de la chanson. Une statue était également érigée pendant un live à Mexico en 2012, et tombait en morceaux à la fin, comme prévu.